# كارول هوكينز
كارول هوكينز (بالإنجليزية: Carol Hawkins)‏؛ هي ممثلة بريطانية، ولدت في 31 يناير 1949 في المملكة المتحدة.

## وصلات خارجية
- كارول هوكينز على موقع IMDb (الإنجليزية)
- كارول هوكينز على موقع ديسكوغز (الإنجليزية)
- كارول هوكينز على موقع قاعدة بيانات الفيلم (الإنجليزية)